# Аммон, Константин Людвигович
Константин Людвигович Аммон (1887, Тула — 1957, Москва) — советский учёный-изобретатель, кандидат технических наук. Участник Первой мировой и Гражданской войн.

## Биография
Родился в 1887 году в г. Туле в семье владельца гальванопластической мастерской, потомственного почётного гражданина Тулы, Людвига-Пауля Аммона (начинавшего свою карьеру в России в качестве оружейного мастера). Семья проживала на Площадной улице в собственном доме (ныне ул. Каминского, 24), имела немецкие корни и исповедовала лютеранство.
Окончил Московский университет по физико-математическому факультету; женился. Участвовал в Первой мировой войне в офицерском чине (подпоручик), мобилизованный как военно-технический специалист с высшим образованием.
До февраля 1917 года служил в огнемётно-химическом батальоне, заведывал гаражными мастерскими, читал лекции по автомобилям на офицерских курсах в Петрограде. После октября 1917 года состоял на должности командира огнемётной роты, до приказа главковерха Н. В. Крыленко об увольнении.
Получив увольнение, зарабатывал на жизнь преподаванием. Вскоре, из-за начавшейся в России Гражданской войны, разрухи и голода, переехал в имение своей жены в Курской губернии, где и проживал в 1919 году, когда был мобилизован в Белую армию. Служил в Вооружённых силах Юга России в Добровольческой армии Деникина, в чине подпоручика на технической должности (офицер 4-й батареи 52-й артиллерийской бригады). В 1920 году был взят красноармейцами в плен в Новороссийске, некоторое время находился в Ряжском концлагере РСФСР — Ряжском отделении Рязанского губернского концентрационного лагеря, бывшего в ведении Рязанской губчека. В 1921 году, в возрасте 34 лет, был освобождён и вернулся в Тулу, к семье. На 1 ноября 1922 года состоял в резерве Московского военного округа.
В 1920-е годы жил в Туле, занимаясь преподавательской деятельностью. Его жена давала уроки музыки и вокала. Переехав в Москву на рубеже 1920-х—1930-х годов, стал работать в лаборатории одной из военных академий. Защитил учёную степень кандидата технических наук.
В 1935 году сконструировал оригинальный прибор — профилограф, предназначенный для измерения неровностей поверхности и наглядного представления результатов в виде кривой линии (профилограммы). Получаемая профилограмма точно характеризовала волнистость и шероховатость обработанной поверхности различных изделий. Прибор, нашедший широкое применение в оборонной промышленности СССР накануне Второй мировой войны, был назван его именем — профилографом К. Л. Аммона. В дальнейшем постоянно совершенствовал свой профилограф, добившись высокого качества его работы.
Профилографы, являясь оптико-механическими приборами, основаны на принципе ощупывания поверхности алмазной иглой. При помощи оптического устройства профиль поверхности записывается на фотографической ленте в увеличенном виде. К числу таких приборов в настоящее время относятся профилографы К. Л. Аммона и Б. М. Левина: первый рассчитан на измерение шероховатости поверхности от 4-го до 11-го класса, второй — от 3-го до 12-го класса.
Константин Людвигович Аммон умер в г. Москве в 1957 году.

## Семья
- Отец: Людвиг Пауль (Людвиг Павлович) Аммон (?; похоронен на Всехвятском кладбище г. Тулы[1]) — немец-лютеранин, родом из Штутгарта, дворянин, гласный городской Думы (1917); во время русско-турецкой войны (1877—1878) поступил на русскую службу в качестве оружейного мастера. Поселившись затем в Туле, занялся оружейным делом со вспомогательными производствами. В 1886 году в собственном доме на ул. Площадной (сейчас ул. Каминского, 24) открыл гальванопластическую мастерскую. На основе мастерской Аммона в 1927 году была открыта механическая мастерская по изготовлению радиодеталей для нужд народного хозяйства и радиолюбителей, выросшая в итоге в Тульский радиотехнический завод «Октава».
- Братья:
  - Александр Людвигович Аммон (1881—?) — кадровый офицер инженерных войск Русской императорской армии. После окончания Тульского реального училища поступил в Харьковский технологический институт в 1901 (предположительно, его не окончил). Поручик полевого саперного батальона (1909). Участник Первой Мировой войны. Штабс-капитан 6-го понтонного батальона. Кавалер Ордена св. Георгия 4-й ст. (за участие в форсировании реки Сан (притока Вислы) 6.10.1914) и Георгиевского оружия[2].
  - Павел Людвигович Аммон (1895—1944) — орнитолог, натуралист-краевед, педагог; репрессирован в 1941.

## Основные труды
- Котов А. Ф., Аммон К. Л. Калибровое хозяйство. — М.; Л.: Техника управления, 1931. — 90 с. — 10 100 экз.
- Аммон К. Л. Измерительная лаборатория, ее значение в производстве, организация и задачи. — М.: Техника управления, 1931.
- Аммон К. Л. Методы определения качества обработанной поверхности // Сборник сокращ. докладов конференции по резанию металла. — М.: Изд-во АН СССР, 1937. — С. 365.
- Аммон К. Л. Оценка и исследование чистоты обработанных поверхностей / К. Л. Аммон, канд. техн. наук. — М.: Оборонгиз, 1950. — 132 с.